# 1953年のスポーツ

## できごと
- 1月4日 - NHK、初の長距離移動放送、東京箱根間往復大学駅伝競走の実況中継を行う
- 1月 - 松竹ロビンスと大洋ホエールズが吸収合併し「大洋松竹（洋松）ロビンス」として参戦することになる。
- 2月1日 - 大相撲の鏡里喜代治、横綱免許
- 3月12日 - NHKが日本初のテレビスポーツ番組「春休みテレビクラブ～野球教室（1）～」を放送（午後1時 - 1時15分、藤田信男出演。同番組は4月上旬まで5回放送）[1]
- 3月30日 - 早稲田大学バレーボール・チーム渡米し、初めて6人制を経験
- 4月12日 - 東京六大学野球春季リーグ戦の入場式と開幕戦をNHKがテレビ中継（日本初のテレビスポーツ中継）[1]
- 4月20日 - 山田敬蔵、ボストンマラソン優勝
- 5月16日 - NHK、大相撲をテレビ中継
- 5月29日 - 英国隊のエドモンド・ヒラリーとシェルパのテンジン・ノルゲイ、エベレスト初登頂
- 7月30日 - 力道山ら、日本プロレスリング協会設立
- 8月29日 - 日本プロ野球テレビ本放送開始
- 10月27日 - ボクシングの白井義男がフライ級タイトルを防衛、街頭でのテレビ熱高まる

## 総合競技大会
- 第2回国際ろう者冬季競技大会（ノルウェー・オスロ・2月20日～24日）
- 第2回学生スポーツ週間冬季大会（スイス・サンモリッツ・3月2日～8日）
- 第3回国際学生スポーツ週間（西ドイツ・ドルトムント・8月9日～16日）
- 第7回国際ろう者競技大会（ベルギー・ブリュッセル・8月15日～19日）
- 第8回四国国体（冬季スケート - 岩手県・1月22日～25日、冬季スキー - 秋田県・2月18日～22日、夏季水泳 - 高知県・9月20日～23日、夏季ヨット - 香川県・9月22日～26日、秋季 - 香川県、徳島県、愛媛県、高知県・10月22日～26日）
  - 天皇杯順位
冬季大会：優勝 北海道、第2位 長野県、第3位 青森県
夏・秋季大会：優勝 東京都、第2位 神奈川県、第3位 北海道
  - 皇后杯順位
冬季大会：優勝 北海道、第2位 長野県、第3位 青森県
夏・秋季大会：優勝 東京都、第2位 愛知県、第3位 広島県

## アイスホッケー
- スタンレーカップ決勝（1952-1953シーズン）
モントリオール・カナディアンズ （4勝1敗） ボストン・ブルーインズ

## アメリカンフットボール
- NFLチャンピオンシップゲーム
デトロイト・ライオンズ（西） 17-16 クリーブランド・ブラウンズ（東）

## 大相撲
- 初場所（蔵前（仮設）国技館・1月10日～24日）
幕内最高優勝 : 鏡里喜代治（14勝1敗,初）
十両優勝 : 成山明（12勝3敗）
- 春場所（大阪府立体育館・3月8日～22日）
幕内最高優勝 : 栃錦清隆（14勝1敗,2回目）
十両優勝 : 出羽湊秀一（11勝4敗）
- 夏場所（蔵前（仮設）国技館・5月16日～30日）
幕内最高優勝 : 時津山仁一（15戦全勝,初）
十両優勝 : 成山明（12勝3敗）
- 秋場所（蔵前（仮設）国技館・9月19日～10月3日）
幕内最高優勝 : 東富士謹一(14勝1敗,6回目）
十両優勝 : 豊登道春（12勝3敗）

## ゴルフ

### 世界4大大会（男子）
- マスターズ優勝者：ベン・ホーガン（アメリカ）
- 全米オープン優勝者：ベン・ホーガン（アメリカ）
- 全英オープン優勝者：ベン・ホーガン（アメリカ）
- 全米プロゴルフ優勝者：ウォルター・バークモ（アメリカ）

ホーガンがゴルフ史上初めて、メジャー大会で年間3冠を獲得した。

## サッカー
- 第33回天皇杯全日本サッカー選手権大会決勝
全関学 5-4 大阪クラブ

## 自転車競技

### ロードレース
- 第36回ジロ・デ・イタリア
総合優勝：ファウスト・コッピ（イタリア）
- 第40回ツール・ド・フランス
総合優勝：ルイゾン・ボベ（フランス）

## テニス

### グランドスラム
- 全豪選手権　男子単優勝：ケン・ローズウォール（オーストラリア）、女子単優勝：モーリーン・コノリー（アメリカ）
- 全仏選手権　男子単優勝：ケン・ローズウォール（オーストラリア）、女子単優勝：モーリーン・コノリー（アメリカ）
- ウィンブルドン　男子単優勝：ビック・セイシャス（アメリカ）、女子単優勝：モーリーン・コノリー（アメリカ）
- 全米選手権　男子単優勝：トニー・トラバート（アメリカ）、女子単優勝：モーリーン・コノリー（アメリカ）

コノリーが女子テニス選手として、最初の「年間グランドスラム」を達成。ドン・バッジによるテニス史上初の偉業から15年後の出来事だった。

## バスケットボール
- NBAファイナル（1952-1953シーズン）
ミネアポリス・レイカーズ （4勝1敗） ニューヨーク・ニックス

## 誕生
- 1月9日 - 宗茂・宗猛（大分県、マラソン）
- 1月17日 - 南井克巳（京都府、競馬）
- 2月5日 - 石川孝志（山形県、プロレス）
- 2月7日 - ダン・クイゼンベリー（アメリカ、野球、+1998年）
- 2月23日 - 中嶋悟（愛知県、レーシングドライバー）
- 3月1日 - カルロス・ケイロス（モザンビーク、サッカー）
- 3月3日 - ジーコ（ブラジル、サッカー）
- 3月5日 - 安田隆行（京都府、競馬）
- 3月8日 - ジム・ライス（アメリカ、野球）
- 3月11日 - デレック・デイリー（アイルランド、レーシングドライバー）
- 3月27日 - アンネマリー・モザー（オーストリア、アルペンスキー）
- 3月31日 - 中野栄治（東京都、競馬）
- 4月1日 - アルベルト・ザッケローニ（イタリア、サッカー）
- 4月2日 - 吹石徳一（和歌山県、野球）
- 4月3日 - 2代若乃花幹士（青森県、相撲）
- 4月6日 - 宇津木妙子（埼玉県、ソフトボール）
- 4月6日 - ジャネット・リン（アメリカ、フィギュアスケート）
- 5月1日 - 青木まゆみ（熊本県、水泳）
- 5月4日 - サルマン・ハシミコフ（ロシア、プロレス）
- 5月15日 - ジョージ・ブレット（アメリカ、野球）
- 5月16日 - 北の湖敏満（北海道、相撲）
- 5月22日 - 車範根（韓国、サッカー）
- 5月25日 - ダニエル・パサレラ（アルゼンチン、サッカー）
- 6月2日 - クレイグ・スタドラー（アメリカ、ゴルフ）
- 6月10日 - 石井和義（愛媛県、格闘家）
- 6月19日 - 羽田耕一（兵庫県、野球）
- 7月2日 - 藤瀬史朗（大阪府、野球）
- 7月11日 - レオン・スピンクス（アメリカ、ボクシング）
- 7月12日 - 真弓明信（熊本県、野球）
- 7月26日 - フェリックス・マガト（ドイツ、サッカー）
- 8月4日 - 梨田昌孝（島根県、野球）
- 8月8日 - ナイジェル・マンセル（イギリス、レーシングドライバー）
- 8月11日 - ハルク・ホーガン（アメリカ、プロレス）
- 8月16日 - スチュワート・バクスター（イギリス、サッカー）
- 8月30日 - ロバート・パリッシュ（アメリカ、バスケットボール）
- 9月4日 - 木村健悟（愛媛県、プロレス）
- 9月29日 - ウォーレン・クロマティ（アメリカ、野球）
- 10月1日 - グレテ・ワイツ（ノルウェー、マラソン）
- 10月13日 - パット・デイ（アメリカ、競馬）
- 10月16日 - パウロ・ロベルト・ファルカン（ブラジル、サッカー）
- 10月20日 - キース・ヘルナンデス（アメリカ、野球）
- 11月3日 - 洞口孝治（岩手県、ラグビー、+1999年）
- 11月10日 - ラリー・パリッシュ（アメリカ、野球）
- 11月21日 - ダニエル・サンチェス（モロッコ→フランス、サッカー）
- 12月5日 - 若菜嘉晴（福岡県、野球）
- 12月9日 - 落合博満（秋田県、野球）
- 12月14日 - ビジャイ・アムリトラジ（インド、テニス）
- 12月22日 - 上田栄治（千葉県、サッカー）
- 12月28日 - 藤波辰爾（大分県、プロレス）

## 死去
- 2月20日 - ドロシー・シェパード＝バロン（イギリス、テニス、*1897年）
- 3月2日 - ジム・ライトボディ（アメリカ、陸上競技、*1882年）
- 3月28日 - ジム・ソープ（アメリカ、陸上競技・野球・アメリカンフットボール、*1888年）
- 5月27日 - ジェシー・バーケット（アメリカ、野球、*1868年）
- 6月5日 - ビル・チルデン（アメリカ、テニス、*1893年）
- 6月19日 - ノーマン・ロス（アメリカ、水泳、*1896年）
- 7月11日 - オリバー・キャンベル（アメリカ、テニス、*1871年）
- 8月11日 - タツィオ・ヌヴォラーリ（イタリア、レーシングドライバー、*1892年）
- 12月13日 - エセル・ミューケルト（イギリス、フィギュアスケート、*1885年）